# Reichlingia leopoldii
Reichlingia leopoldii är en svampart som beskrevs av Diederich & Scheid. 1996. Reichlingia leopoldii ingår i släktet Reichlingia, divisionen sporsäcksvampar och riket svampar.   Inga underarter finns listade i Catalogue of Life.

## Källor

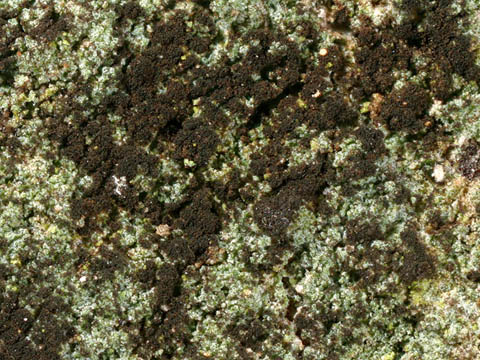
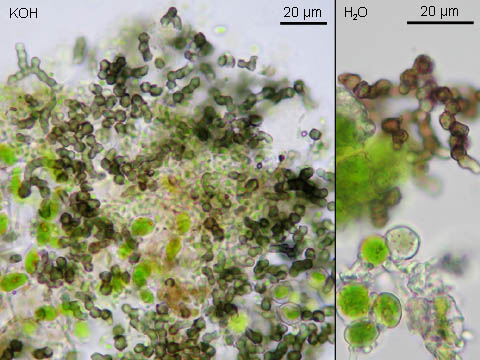